# Sainte-Sabine-sur-Longève
Sainte-Sabine-sur-Longève é uma comuna francesa na região administrativa do País do Loire, no departamento de Sarthe. Estende-se por uma área de 11.82 km². Em 2010 a comuna tinha 771 habitantes (densidade: 65,2 hab./km²).